# 川井直人
川井 直人（かわい なおと、1921年10月31日 - 1979年7月3日）は、日本の物理学者・地球科学者。専門は古地磁気学。1945年に京都帝国大学理学部地質学鉱物学科を卒業。大阪大学名誉教授。

## 人物
大阪府生まれ。京都大学で松山基範の薫陶を受け、初めは古地磁気学者として、京都大学講師として教鞭を執った。岩石の微弱な磁化の測定で業績を上げ、松山期よりも新しい年代における逆磁極期の発見に貢献した。
1960年3月、京都大学より理学博士の学位を取得（論文は「地殻の磁気」）。その後、1962年に新設の大阪大学基礎工学部に教授として転任し、地球内部の状態を実験室で再現するための高圧物理の研究を始めた。そして、川井式マルチアンビルセルと呼ばれる高圧発生装置の開発に成功し、高圧条件下における岩石の相変化と地震波速度の不連続面とを関連付ける業績を上げた。この業績に対して、1973年に秋本俊一と共に日本学士院賞を受賞している（研究題目「超高圧・高温下における地球物質の実験的研究」）。
川井式マルチアンビルセルは安定性に優れており、ダイヤモンドアンビルセルと並び、現在でも高温高圧実験のための重要な装置として用いられている。その開発により、地球内部物質科学の発展に貢献した。
1979年叙正四位、叙勲三等授旭日中綬章。

## 著書
- 小谷正雄ほか編『物質・生命・宇宙 第2』共立出版、1969年。
- 日本物理学会編『極限状態の物理』丸善、1976年。
- 川井直人『地磁気の謎：地磁気は気候を制御する』講談社〈ブルーバックス〉、1976年。
- 川井直人『超高圧の世界：ダイヤモンドの合成から金属水素まで』講談社〈ブルーバックス〉、1977年。
- 川井直人ほか『人類の現われた日：氷河と人類時代の謎を探る』講談社〈ブルーバックス〉、1978年。